# 国連生物多様性の10年
国連生物多様性の10年（こくれんせいぶつたようせいのじゅうねん、英語：United Nations Decade on Biodiversity）は、生物多様性の重要性を知り、自然との繋がりを取り戻すことを目標として、第65次国連総会で決議された、2011年から2020年までの10年間を指す。

## 概要
2011年から2020年を、「生物多様性の10年」と位置付け、国際社会が協力して生態系保全に取り組むとの国際年に関する国連決議。
2010年9月から12月に開催された第65次国連総会では、2011 - 2020年を国連生物多様性年とする決議生物多様性条約を、12月20日（米大陸東部時間）に採択した。

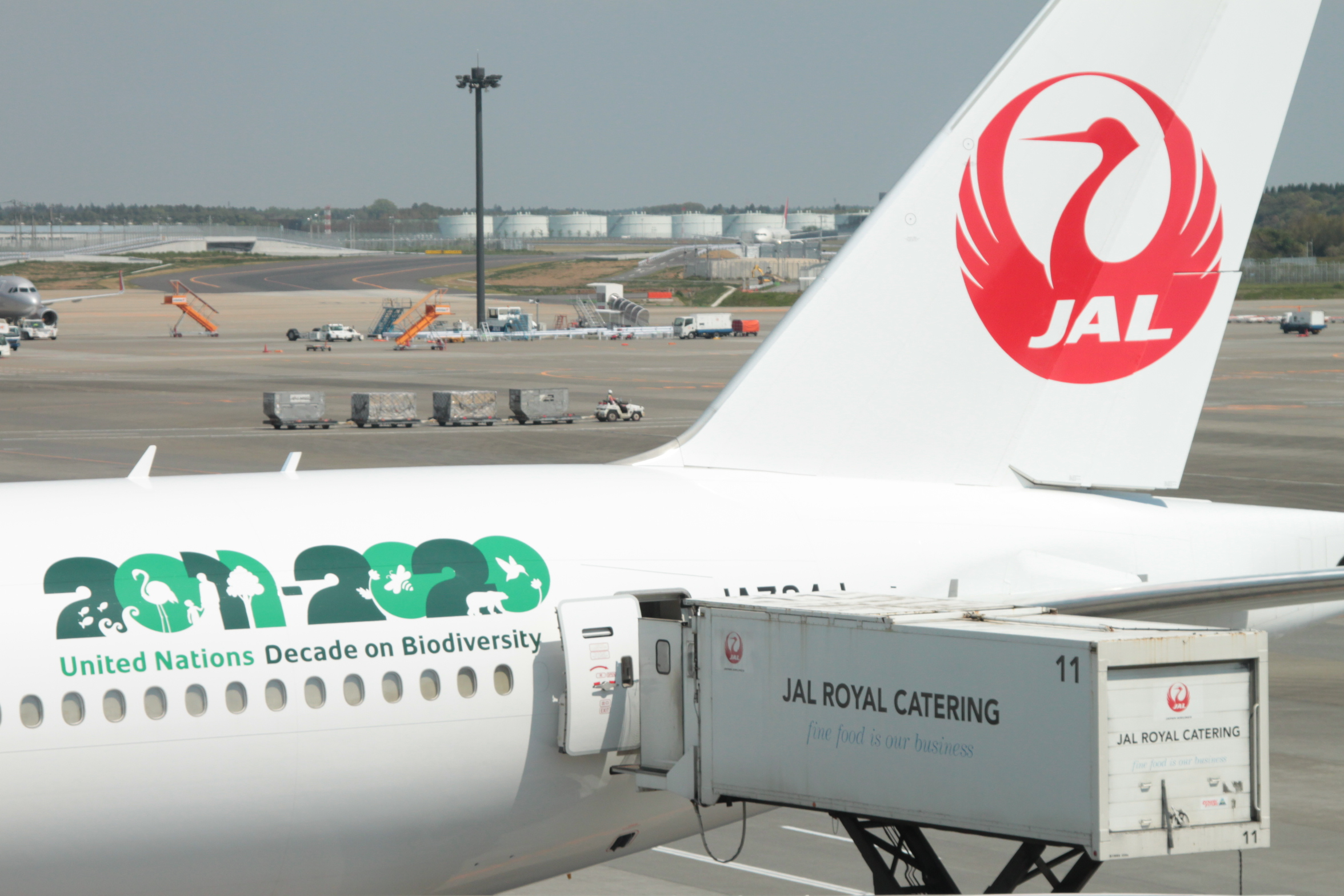
特別塗装が施されたJALのボーイング777-300

### 背景
生物多様性の損失が世界規模で進んでいること。また、生物多様性条約を締結していないアメリカ合衆国を含め、他の条約や、国連の活動、関連機関を巻き込んで、企業・NGOなど世界中のあらゆるセクターが力を合わせて、10年という期間を見据え、腰を据えて、生物多様性を日々の中で主流化することに取り組むことが目的である。世界規模の自然環境劣化の問題に対応するためには、各国で、政府・地方自治体・NGO・地域団体・企業などすべてのセクターがそれぞれの立場で、愛知目標を中心とする今回の締約国会議の成果を広く知らせ、実現する努力とそのための仕組みを確立し、また、同時に国連と協力し、また各国の人々と協力して取り組みを推進することが不可欠と考えられたからである。また、生物多様性の保全と持続的な利用は、特に途上国における貧困削減、さらには生活・生計の向上のためにも必要不可欠である、とされた。
日本の自然保全関連のNGOネットワークである「生物多様性条約市民ネットワーク（CBD市民ネット）」および「国際自然保護連合(IUCN) 日本委員会」の提案を日本政府が受け取り、日本政府から生物多様性条約 第10回締約国会議（COP10）を通じて提案した。

### 内容
生物多様性条約第10回締約国会議（CBD-COP10）の成果を積極的に評価し、愛知目標と生物多様性条約の目標実施のために、2011－2020年を国連生物多様性の10年と宣言するという内容。具体的には、遺伝的資源へのアクセスと利益の分配（ABS）に関する「名古屋議定書」、生物多様性保全のための戦略計画の現状に基づいた改訂である「愛知ターゲット（新戦略目標）」、資金運用計画、輸入された遺伝子組み換え生物による生態系被害への責任と修復に関する「名古屋・クアラルンプール補足議定書」、TEEB（生態系と生物多様性の経済学）などが挙げられている。

### 国連生物多様性の10年NGOイニシアティブについて
世界のNGOは、「国連生物多様性の10年」の活動を支えるために、「国連生物多様性の10年NGOイニシアティブ」を提唱した。これは、NGOは提案をするばかりではなく、自らも行動することを宣言するものである。